# Régions de Côte d'Ivoire

Carte des régions de la Côte d’Ivoire

En Côte d’Ivoire, une région est à la fois une circonscription administrative et une collectivité territoriale. Ce double statut fait relever la région, respectivement, de la déconcentration et de la décentralisation. Il existe trente-et-une régions (réparties au sein de douze districts), en plus de deux districts autonomes.
Aux termes de l'article 2 de la loi no 2014-451 du 5 aout 2014 d'orientation sur l'organisation générale de l'administration territoriale, « l'administration territoriale déconcentrée est assurée dans le cadre de circonscriptions administratives hiérarchisées que sont les régions, les départements, les sous-préfectures, les villages ». De même, l'article 32 de ladite loi dispose : « l'administration décentralisée est assurée dans le cadre de collectivités territoriales que sont les régions, les communes ». Il apparaît donc qu'en Côte d'Ivoire, la région est à la fois une circonscription administrative (dans le cadre de la déconcentration) et une collectivité territoriale (dans le cadre de la décentralisation territoriale). Le décret no 2011-263 du 28 septembre 2011 portant organisation du territoire national en districts et en régions crée trente régions, circonscriptions administratives. En 2012, par le décret no 2012-612 du 4 juillet 2012 portant création  de la région du Moronou, la région Moronou devient la trente-et-unième région. Ces régions ont été ensuite érigées en collectivités territoriales par le décret no 2013-294 du 2 mai 2013 portant érection de trente-et-une régions circonscriptions administratives en collectivités territoriales. En tant que circonscription administrative, la région est administrée par un Préfet de région nommé par décret en Conseil des ministres, par le Président de la République (article 11 de l'ordonnance 2011-262).
La région est également une collectivité territoriale, ainsi que le précise l'article 30 de la loi 2014-451 du 5 août 2014, selon lequel « l'administration décentralisée est assurée dans le cadre de collectivités territoriales que sont : les régions, les communes ». Ce statut est confirmé par la loi no 2012-1128. La région est dirigée par un Président de Conseil Régional qui est « l'autorité investie du pouvoir exécutif » (article 51 de la loi « 2012-1128 ») ; Elle possède également un bureau du conseil régional (deuxième organe exécutif) qu'on peut qualifier de collégial, d'un organe délibérant (le conseil régional) et d'un organe consultatif : le Comité économique, social et environnemental régional  Les dernières élections locales, au cours desquelles ont été élus les conseillers régionaux et les conseillers municipaux, se sont tenues le 2 septembre 2023.
Cependant, la Côte d'Ivoire étant un État unitaire, les régions ne disposent d’aucun pouvoir législatif. Au niveau de leurs compétences, et en attendant l'amendement de la loi de 2003-208 du 7 juillet 2003 portant transfert et répartition de compétences de l'État aux collectivités territoriales (rendue nécessaire en raison de la réduction de cinq à deux des types de collectivités territoriales), leurs compétences sont celles que leur confère la loi no 2012-1128 qui leur accorde dans son article 15 une clause générale de compétence : « les conseils règlent, par délibération, les affaires des collectivités territoriales ».

## La région comme circonscription de l'administration déconcentrée

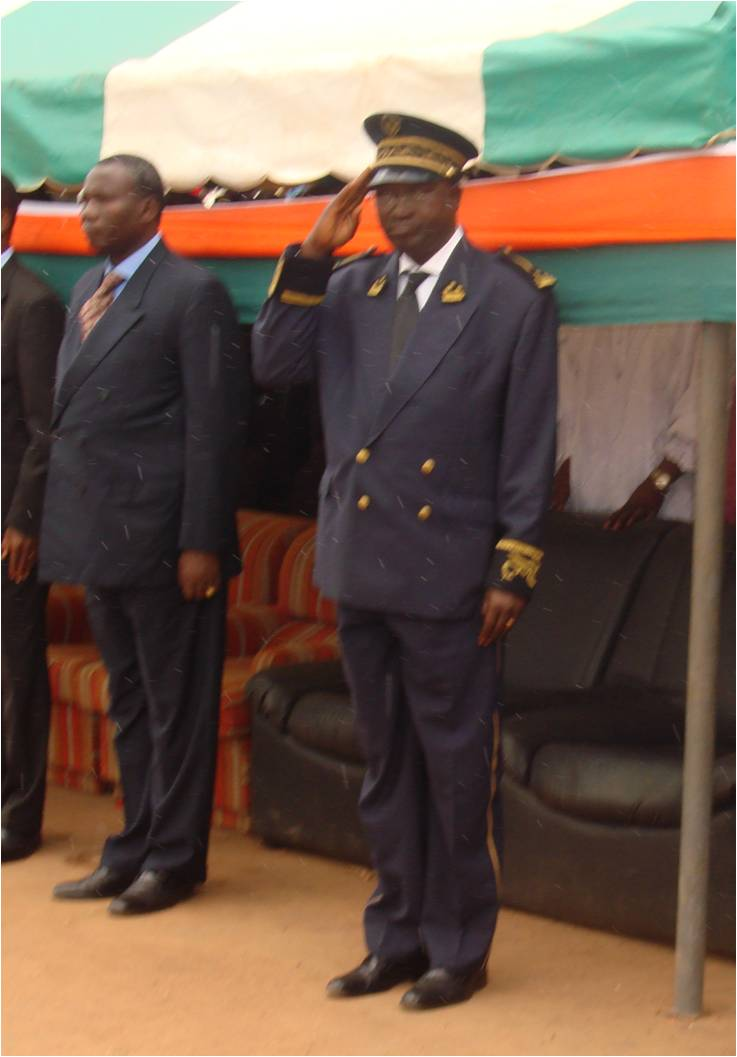
Le Préfet, représentant de l'État

L'administration territoriale déconcentrée se réalise autour des circonscriptions administratives que sont le district, la région, le département, la sous-préfecture et le village.
Entité administrative de base, le village est composé de quartiers, constitués eux-mêmes par la réunion des membres d'une ou plusieurs familles et, éventuellement, de campements qui lui sont rattachés. Il est dirigé par un chef qui, pour être reconnu par l'État, doit être librement désigné par les populations villageoises selon des règles coutumières, par consensus ou par tout autre moyen. Le chef du village est l'auxiliaire de l'Administration préfectorale Pierre Kokora Bitty, Actes du colloque international sur « royautés, chefferies traditionnelles et nouvelles gouvernances : problématique d'une "philosophique" pour l'Afrique politique », La chefferie traditionnelle et le processus de décentralisation en Côte d'Ivoire, 6-13 juillet 2003 à Tiassalé - Côte d'Ivoire, édition Dagekof, Abidjan, 2004,  (ISBN 978-2-9503515-6-2) p. 216-219. Il est assisté dans sa mission par un conseil de village.
La sous-préfecture, administrée par un sous-préfet, est la circonscription administrative intermédiaire entre le département et le village. Elle est constituée par plusieurs villages. Tout comme le préfet sous l'autorité duquel il est placé, le sous-préfet représente l'État dans sa circonscription, coordonne et contrôle les activités des agents des services administratifs et techniques placés sur son ressort territorial ; il supervise en outre l'action des chefs de village. 
Le département, échelon de relais entre la région et la sous-préfecture, comprend en général plusieurs sous-préfectures. Il est administré par un préfet chargé du suivi des actions de développement, de l'exécution des lois et règlements, du maintien de l'ordre, de la sécurité, de la tranquillité et de la salubrité publics dans sa circonscription. 
La région qui regroupe généralement plusieurs départements, constitue l'échelon de conception, de programmation, d'harmonisation, de soutien, de coordination et de contrôle des actions et opérations de développement économique, social et culturel réalisées par l'ensemble des administrations civiles de l’État. Par délégation du ministre chargé de l'Intérieur, le préfet de région, comme le préfet de département, exercent un pouvoir de tutelle et de contrôle à l'égard des collectivités décentralisées.
Le district, ancienne circonscription administrative supra régionale, créée par l'ordonnance no 2011-262 du 28 septembre 2011 d'orientation sur l'organisation générale de l'Administration territoriale de l'État, a été supprimée par  la loi no 2014-451 du 05 août 2014 portant orientation  de l'organisation générale de l'Administration territoriale. En lieu et place, la loi de 2014 a créé le district autonome qui est une entité territoriale particulière (à la fois circonscription administrative et collectivité territoriale). 

## La région comme collectivité territoriale

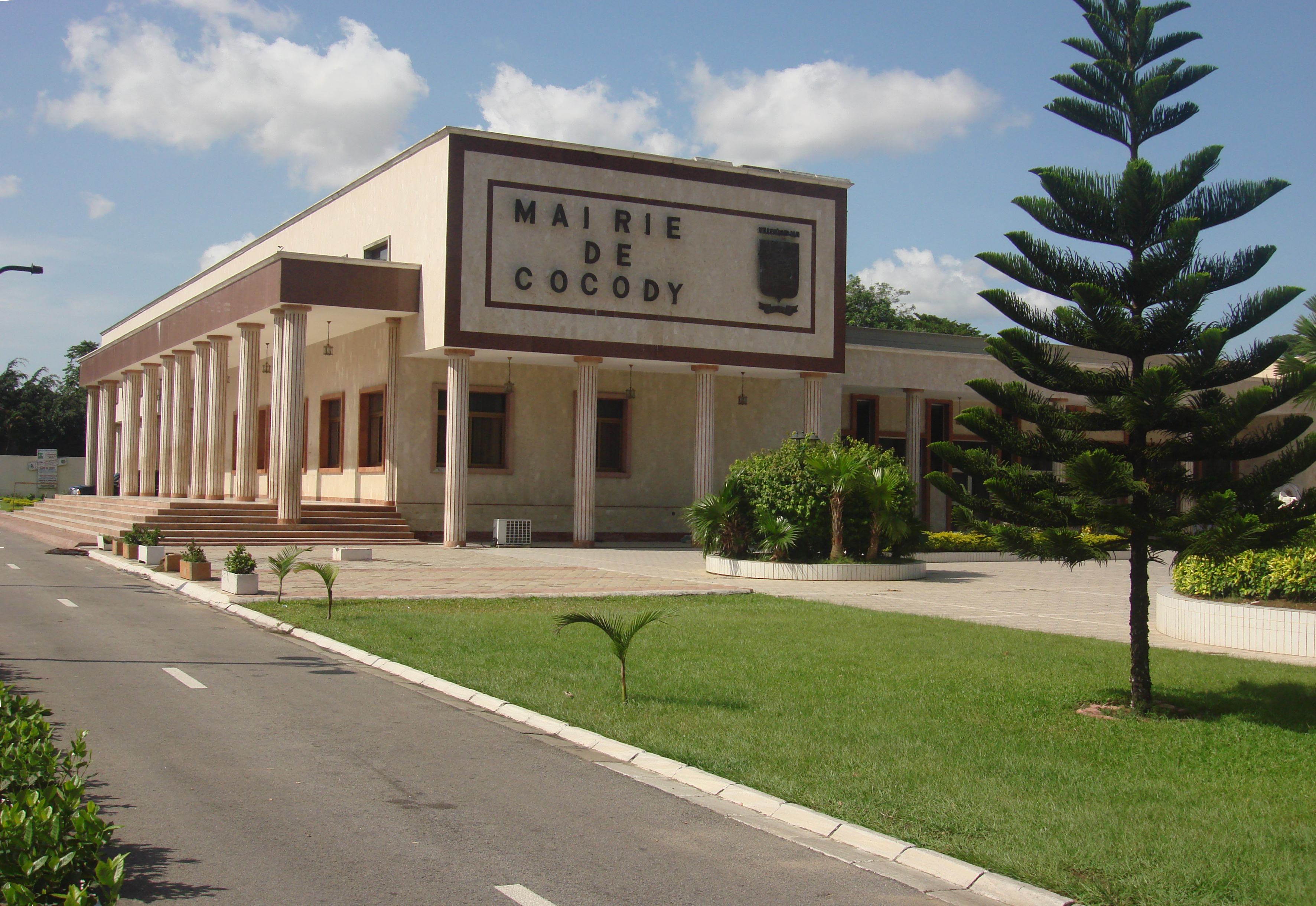
Hôtel communal de Cocody (Abidjan)

Les collectivités territoriales, entités administratives dotées de la personnalité morale et de l'autonomie financière, sont constituées, aux termes de l'article 36 de l'ordonnance no 2011-262 du 28 septembre 2011 d'orientation sur l'organisation générale de l'administration territoriale de l'État, par la région et la commune. Elles ont pour missions, dans la limite des compétences qui leur sont expressément dévolues, d'organiser la vie collective et la participation des populations à la gestion des affaires locales, de promouvoir et réaliser le développement local, de moderniser le monde rural, d'améliorer le cadre de vie, de gérer les terroirs et l'environnement. 
Une région est composée d'au moins deux départements. Elle dispose des organes suivants : le conseil régional, le Président du conseil régional, le bureau du conseil régional et le comité économique et social régional.
La commune est un regroupement de quartiers ou de villages. Ses organes sont constitués par le conseil municipal, le maire et la municipalité.

### Liste des régions
Sur les quatorze districts que compte la Côte d'Ivoire, deux incluent un ou deux départements (Abidjan et Yamoussoukro), les douze autres sont subdivisés en trente-et-une régions.
| District           | Chef-lieu de district | Région           | Chef-lieu de région | Population (2021) | Président du conseil régional    |
| ------------------ | --------------------- | ---------------- | ------------------- | ----------------- | -------------------------------- |
| Abidjan            | __                    | —                | —                   | 6 321 017         |                                  |
| Yamoussoukro       | —                     | —                | —                   | 422 072           |                                  |
| Lacs               | Dimbokro              | N’Zi             | Dimbokro            | 254 623           | Lataille Koffi N'Guessan (RHDP)  |
| Lacs               | Dimbokro              | Iffou            | Daoukro             | 378 560           | Adam Kolia (PDCI-RDA)            |
| Lacs               | Dimbokro              | Bélier           | Toumodi             | 415 593           | Konan Kouakou Raymond (PDCI-RDA) |
| Lacs               | Dimbokro              | Moronou          | Bongouanou          | 439 755           | Véronique Aka (PDCI-RDA)         |
| Comoé              | Abengourou            | Indénié-Djuablin | Abengourou          | 716 443           | Wouadja Essay                    |
| Comoé              | Abengourou            | Sud-Comoé        | Aboisso             | 784 893           | Eugène Aouélé Aka (RHDP)         |
| Denguélé           | Odienné               | Folon            | Minignan            | 146 209           | Cissé Sindou                     |
| Denguélé           | Odienné               | Kabadougou       | Odienné             | 289 806           | Souleymane Roêl Koné             |
| Gôh-Djiboua        | Gagnoa                | Gôh              | Gagnoa              | 985 282           | Djédjé Bagnon Joachim            |
| Gôh-Djiboua        | Gagnoa                | Lôh-Djiboua      | Divo                | 1 103 158         | Amedé Koffi Kouakou (RHDP)       |
| Lagunes            | Dabou                 | Agnéby-Tiassa    | Agboville           | 865 951           | Pierre Dimba (RHDP)              |
| Lagunes            | Dabou                 | Mé               | Adzopé              | 726 665           | Patrick Achi (RHDP)              |
| Lagunes            | Dabou                 | Grands-Ponts     | Dabou               | 450 007           | Emmanuel Esmel Essis (RHDP)      |
| Montagnes          | Man                   | Tonkpi           | Man                 | 1 387 909         | Albert Toikeusse Mabri (RHDP)    |
| Montagnes          | Man                   | Cavally          | Guiglo              | 708 241           | Anne Désirée Ouloto (RHDP)       |
| Montagnes          | Man                   | Guémon           | Duékoué             | 930 873           | Serey Doh Celestin               |
| Sassandra-Marahoué | Daloa                 | Haut-Sassandra   | Daloa               | 1 739 697         | Mamadou Touré (RHDP)             |
| Sassandra-Marahoué | Daloa                 | Marahoué         | Bouaflé             | 981 180           | Epiphane Zoro Bi Ballo (RHDP)    |
| Savanes            | Korhogo               | Poro             | Korhogo             | 1 040 461         | Fidèle Sarassoro (RHDP)          |
| Savanes            | Korhogo               | Tchologo         | Ferkessédougou      | 603 084           | Téné Birahima Ouattara (RHDP)    |
| Savanes            | Korhogo               | Bagoué           | Boundiali           | 515 890           | Bruno Nabagné Koné (RHDP)        |
| Bas-Sassandra      | San-Pédro             | Nawa             | Soubré              | 1 165 472         | Netro Tagbo Rene (PDCI-RDA)      |
| Bas-Sassandra      | San-Pédro             | San-Pédro        | San-Pédro           | 1 060 724         |                                  |
| Bas-Sassandra      | San-Pédro             | Gbôklé           | Sassandra           | 460 980           |                                  |
| Vallée du Bandama  | Bouaké                | Hambol           | Katiola             | 612 029           | Ibrahim Khalil Konaté (RHDP)     |
| Vallée du Bandama  | Bouaké                | Gbêkê            | Bouaké              | 1 352 900         | Jacques Assahoré Konan (RHDP)    |
| Woroba             | Séguéla               | Béré             | Mankono             | 492 151           | Dosso Moussa (RHDP)              |
| Woroba             | Séguéla               | Bafing           | Touba               | 262 850           |                                  |
| Woroba             | Séguéla               | Worodougou       | Séguéla             | 429 812           |                                  |
| Zanzan             | Bondoukou             | Bounkani         | Bouna               | 427 037           |                                  |
| Zanzan             | Bondoukou             | Gontougo         | Bondoukou           | 917 828           | Kobenan Kouassi Adjoumani (RHDP) |